# Аояма, Госё
Госё Аояма (яп. 青山 剛昌 Аояма Го:сё:, 21 июня 1963, Хокуэй, Япония) — мангака, наиболее известен как создатель манги «Детектив Конан». Настоящее имя Ёсимаса Аояма (пишется теми же иероглифами, но читается по-другому).

## Биография
Будущий создатель «Детектива Конана» начал рисовать ещё с юных лет: в 1-м классе он выиграл конкурс рисунков. В школьные годы мечтал стать карикатуристом, хотя его родители были против.
После школы Аояма решил стать учителем рисования и поступил в колледж искусств Университета Нихон, где он и познакомился с выпускником — Ютакой Абэ, который работал карикатуристом. Ютака Абэ взял молодого Аояму себе в ассистенты, задумав сделать из него мангаку. Зимой 1986 года работа Аоямы принимает участие в конкурсе и побеждает.
Одной из первый его работ была Chotto Mattete (буквально «Подожди»), которая была опубликована в еженедельнике Weekly Shonen Sunday зимой 1987 года. Затем была выпущена манга «Волшебник Кайто».
В начале 1990-х годов была опубликована ещё одна манга Аоямы, «Яйба», написанием которой автор вдохновился ещё в школе, на занятиях по кендо. В этой манге 24 тома, в 1993 году она выиграла премию Shogakukan.
В 1994 году был выпущен первый том манги «Детектив Конан», самой известной работы автора. Перед публикацией издатель попросил автора сменить название, чтобы избежать путаницы с названием аниме-сериала «Конан — мальчик из будущего», однако Аояма отказался от того, чтобы назвать свою мангу «Tantei Shonen Conan».
В 2007 году в родном городе мангаки была воздвигнута статуя, посвященная Эдогаве Конану, а также был открыт музей Госё Аоямы. Работа над «Детективом Конаном» продолжается уже более двадцати лет.

## Личная жизнь
С 2005 по 2007 год был женат на Минами Такаяме, сэйю, озвучивавшей Конана Эдогаву в аниме-адаптации «Детектива Конана».

## Работы
- Wait a Minute (яп. ちょっとまってて Тётто маттэтэ, «Подожди») (1987)
- Magic Kaito (яп. まじっく快斗 Мадзикку Кайто, «Волшебник Кайто») (1987–н. в.)
- YAIBA[англ.] («Яйба») (1988–1993)
- Yoban Sado[англ.] (яп. 4番サード ёбан са:до, «Йобан Садо» (букв. «Четвёртый третьей базы»)) (1991–1993)
- Gosho Aoyama's Collection of Short Stories (яп. 青山剛昌短編集 Аояма Го:сё: тампэнсю:, «Сборник рассказов Госё Аоямы») (1994)
- Detective Conan (яп. 名探偵コナン Мэйтантэй Конан, «Детектив Конан») (1994–н. в.)
- Tell Me a Lie (яп. 〜私にウソをついて〜 ~Ватаси ни усо о цуйтэ~, «Солги мне») (2007)